# Alberto Giacometti
Alberto Giacometti (Borgonovo, Suiza, 10 de octubre de 1901-Coira, Suiza, 11 de enero de 1966) fue un escultor y pintor suizo.

## Biografía
Giacometti nació en Borgonovo, Val Bregaglia, en Suiza, cerca de la frontera italiana, donde creció en un ambiente de artistas. Su padre, Giovanni Giacometti, había sido pintor impresionista, mientras que su padrino, Cuno Amiet, fue fauvista.
Tras terminar la enseñanza secundaria, se trasladó a Ginebra para cursar estudios de pintura, dibujo y escultura en la Escuela de Bellas Artes y a París, en 1922, para estudiar en la Académie de la Grande Chaumière en Montparnasse bajo la tutela de un asociado de Rodin, el escultor Antoine Bourdelle. Fue allí donde Giacometti experimentó con el cubismo. Sin embargo, le atrajo más el movimiento surrealista y hacia 1927, después de que su hermano Diego se convirtiera en su ayudante, Alberto había empezado a mostrar sus primeras esculturas surrealistas en el Salón de las Tullerías. Poco tiempo después, ya era considerado uno de los escultores surrealistas más importantes de la época.
Viviendo en una zona tan creativa como Montparnasse, empezó a asociarse con artistas como Joan Miró, Max Ernst y Pablo Picasso, además de escritores como Samuel Beckett, Jean-Paul Sartre, Paul Éluard y André Breton, para el que escribió y dibujó en su publicación Le surréalisme au Service de la Révolution. Entre 1935 y 1940, Giacometti concentró su escultura en la cabeza humana, centrándose principalmente en la mirada. Esto fue seguido por una nueva y exclusiva fase artística en la que sus estatuas comenzaron a estirarse, alargando sus extremidades. En esta época realizó una visita a España, a pesar de encontrarse en plena guerra civil.
Durante la Segunda Guerra Mundial vivió en Ginebra, donde conoció a Annette Arm. En 1946, ambos regresaron a París, donde contrajeron matrimonio en 1949. El matrimonio pareció tener un buen efecto en él ya que le siguió el periodo probablemente más productivo de su carrera. Fue su mujer la que le brindó la oportunidad de estar constantemente en contacto con otro cuerpo humano. Otros modelos habían encontrado que el posar para él no era un trabajo fácil, pero Annette le ayudó enormemente, soportando pacientemente sesiones que durarían horas hasta que Giacometti lograse lo que buscaba.
Poco más tarde se organizó una exposición de su trabajo en la galería Maeght de París y en la galería Pierre Matisse de Nueva York, para cuyo catálogo su amigo Jean-Paul Sartre escribió la introducción. Perfeccionista, Giacometti estaba obsesionado con crear sus esculturas exactamente como las veía a través de su exclusivo punto de vista de la realidad.
En 1954, recibió el encargo de diseñar un medallón con la imagen de Henri Matisse, por lo que creó numerosos dibujos durante los últimos meses de vida del pintor. En 1962 recibió el gran premio de escultura en la Bienal de Venecia, lo que le llevó a convertirse en una celebridad internacional.
El 3 de febrero de 2010, su escultura El hombre que camina I ('L'Homme qui marche I') fue subastada en Londres por 65 millones de libras (74,2 millones de euros, 104,3 millones de dólares), superando así el récord mundial de una obra de arte vendida en una subasta ese momento, según la casa que se ocupó de la puja: Sotheby's.

## La bola suspendida

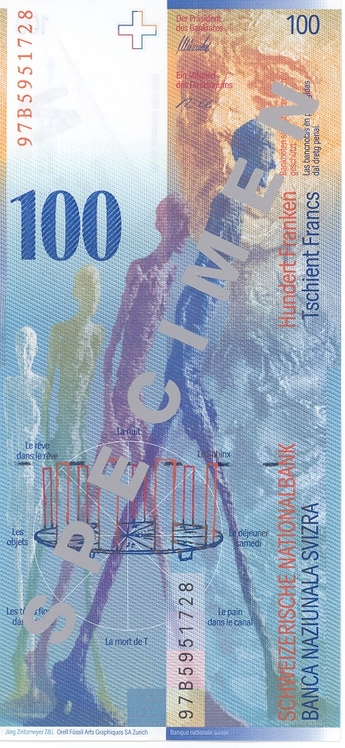
Reverso de un billete de 100 francos suizos con obras de Giacometti

Es una escultura construida como una jaula abierta de barras de hierro en cuyo interior se encuentra una esfera con una hendidura y colgada de una cuerda que roza, con un vaivén, la arista afilada de una pieza semirrecostada en forma de media luna o de gajo de naranja. Existen dos versiones, una realizada en madera y otra en escayola.
Esta obra inaugura la incursión de Alberto Giacometti en el universo del objeto surrealista. Su descubrimiento causa un pequeño cataclismo en el seno de dicha corriente artística. Será André Breton quien la descubrirá en la galería Pierre Loeb de París, y su posterior compra será la responsable de la amistad entre ambos. La obra llega en un momento de inflexión de la poética surrealista, que evoluciona desde la exploración del universo interior, en los años veinte (los sueños, la locura, las experiencias hipnóticas) hasta el descubrimiento del universo real o inventado de los objetos, hacia 1930. En uno de los primeros números de la revista El surrealismo al servicio de la Revolución, en 1931, Giacometti daba cuenta del magnetismo inquietante con que le hechizaban los objetos: “Todas las cosas… las que están cerca, y lejos, todas las que han pasado y las futuras, las que se mueven, mi amigas, cambian (se pasa junto a ellas, se apartan), otras se acercan, suben, descienden, patos en el agua, aquí y allá, en el espacio, suben y bajan…”
En el curso de los años 30, Giacometti insiste en el hecho de que la escultura que realizaba no tenía las huellas de su manipulación, ni de su impronta física, ni de sus cálculos estéticos y formales. “Desde hace años”, escribe en 1933, “realizo solamente aquellas esculturas que se ofrecen a mi espíritu ya perfectamente terminadas”. “La realización es solo un trabajo material que, para mí, en todos los casos, no presenta ninguna dificultad. Es casi aburrido. Se tiene en la cabeza y se necesita verla realizada, pero la realización en sí misma es molesta. ¡Si se pudiera hacer realizar por otros sería todavía más satisfactorio! ”Es por eso que hablaba de sus obras como de “proyecciones” que quería ver realizadas, pero que no quería fabricar él mismo.
Sin embargo, el aspecto más innovador es la puesta en juego del movimiento real en la obra plástica, hasta entonces estática. Esto se debe al hecho de que la bola puede, efectivamente, hacerse oscilar como un péndulo, lo que determina una percepción del trabajo en su forma física concreta y objetiva y no como forma plástica. Según el propio autor: “A pesar de mis esfuerzos, en aquellos tiempos no conseguía realmente tolerar una escultura que se limitase a dar ilusión de movimiento (una pierna que avanza, un brazo levantado, una cabeza que mira de lado). El movimiento podía concebirlo solamente si era real y efectivo, es más, quería dar la sensación de poderlo provocar.” El movimiento es real, y por lo tanto, el medio temporal en el que se inscribe es el tiempo real de la experiencia, despojado de todos los límites y, por definición, incompleto. Este recorrido del movimiento real y al mismo tiempo textual es una función del significado del surrealismo en cuanto que se instala simultáneamente en los márgenes del mundo y en su interior, comparte las condiciones temporales, pero se forma bajo la presión de una necesidad interior.
Al poner la bola y la medialuna en el volumen cúbico de una jaula, Giacometti puede jugar con sus dos registros espaciales. Produce así una ambivalencia: confina el objeto en el campo escénico restringido de la jaula, imprimiendo al mismo tiempo un movimiento real; lo inscribe en el espacio del mundo, separándolo de las cosas que lo circundan. La jaula le permite afirmar la particularidad de esta situación y transformar el conjunto en una especie de esfera de cristal impenetrable, fluctuante en el interior del mundo real. Parte del espacio real y, al mismo tiempo, se separa de él, la bola suspendida y la medialuna abren una fisura en la superficie continua de la realidad. Esta escultura captura una experiencia que tenemos, a veces, estando despiertos, experiencia de discontinuidad que se insinúa entre las diferentes partes del mundo.
Esta obra, además, tiene una poderosa capacidad de evocación erótica que se encierra en esa jaula de hierro, en la que el aliciente táctil y pendular es un elemento central, aunque inconsciente. Recluida en un armazón transparente, que acentúa la impresión de aislamiento, la puesta en marcha del objeto produce una violenta emoción que se asocia inmediatamente con la irritante sensación de un deseo incumplido, representando todas las frustraciones del dispositivo amoroso, aunque los elementos masculino y femenino son intercambiables. La descripción de Dalí era muy elocuente: “Una bola de madera horadada por un hueco femenino y suspendida por una fina cuerda de violín pende sobre una media luna cuya arista roza ligeramente la cavidad. El espectador se encuentra instintivamente empujado a hacer deslizar la bola sobre la arista; deslizamiento que, sin embargo, la largura de la cuerda no permite efectuar más que a medias”.
Es inevitable asociar Bola suspendida con un recuerdo infantil del propio Giacometti, a propósito de una gran piedra perforada que se hallaba en los alrededores de su pueblo, un “monolito de color dorado”, que le atraía magnéticamente y cuyo agujero, “hostil y amenazante”, se abría en su base a una húmeda gruta en la que apenas si cabía el pequeño Alberto tumbado. Como él mismo contaba de adulto, la idea de esta abertura se le hacía intolerable y atractiva al tiempo, y ocupó su atención y sus juegos durante varios veranos.

Obras para Giacometti en la 31.ª Bienal de Venecia en 1962, fotografiadas por Paolo Monti.
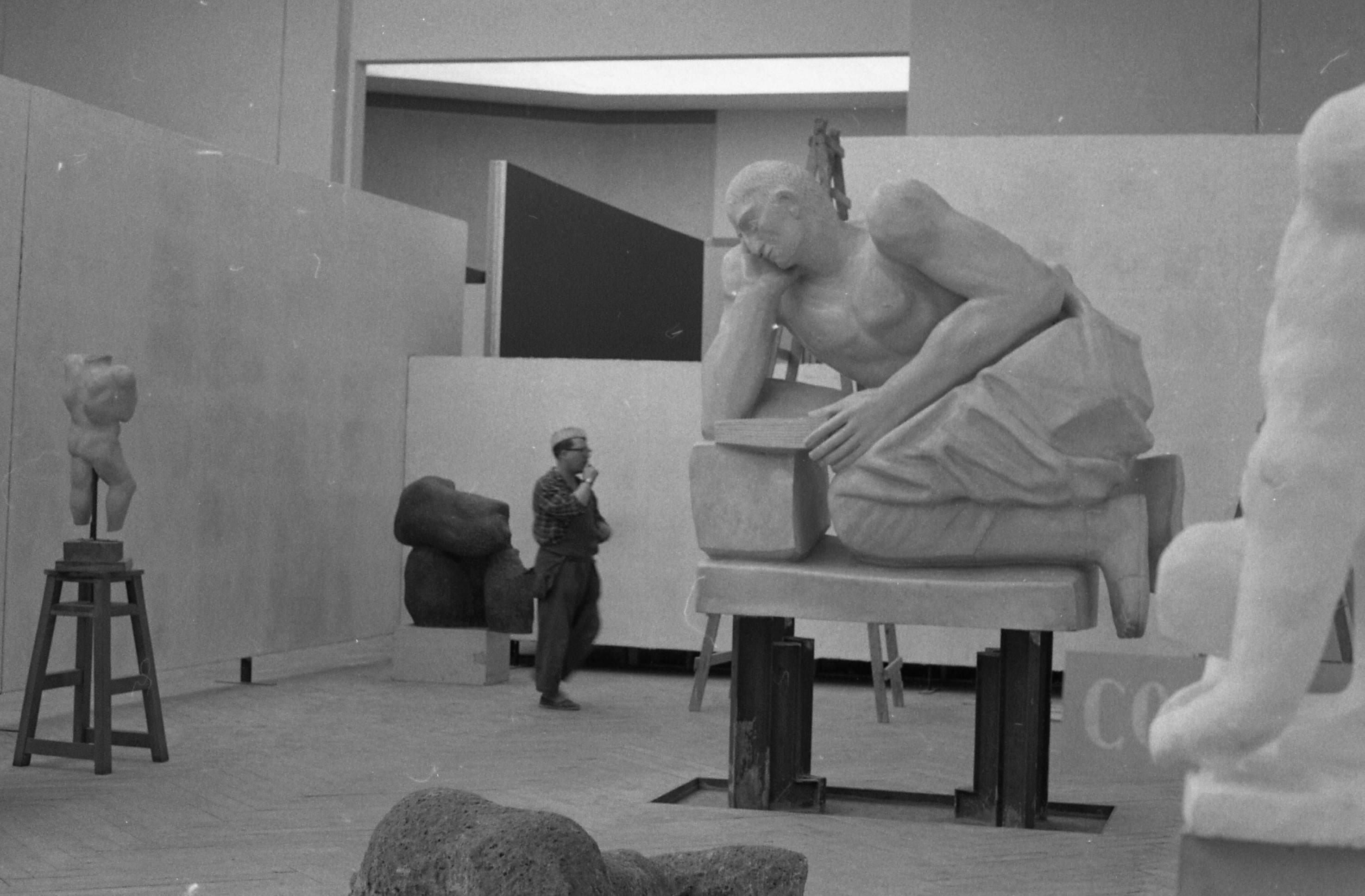